# Alfa Mensae
Alpha Mensae è una stella di sequenza principale, molto simile al Sole, situata nella costellazione della Mensa, ad una distanza di circa 33 anni luce dal Sistema solare.
Questa stella, la cui classe spettrale è G5-V, ha il 93% della massa del Sole, il 99% del suo diametro e l'83% della sua luminosità. Possiede inoltre una percentuale superiore di elementi più pesanti dell'idrogeno (Metallicità) del 25%. Pare una stella più vecchia del nostro Sole, con 'età in alcuni casi stimata vicino ai 10 miliardi di anni, anche se alcune fonti, oltre a stimare una massa leggermente superiore a quella solare, le danno un'età paragonabile allo stesso Sole. Casagrande nel 2011 e Maldonado nel 2012, stimano l'età compresa tra 5,6 e 6,6 miliardi di anni.
Alfa Mensae si sta allontanando dalla Terra alla velocità di 35 km/s; 250.000 anni fa la stella passò a 11 anni luce dal sistema solare, e a quel tempo era una brillante stella di seconda magnitudine.
A causa della sua vicinanza e somiglianza al Sole, questa stella è uno dei principali obiettivi della ricerca di pianeti simili alla Terra che possano ospitare forme di vita. Tuttavia non sono ancora stati scoperti pianeti in orbita attorno ad Alpha Mensae.